# MacRobertson Miller Airlines
MacRobertson Miller Airlines (MMA), fue una aerolínea australiana con base en Perth que operó entre 1928 y 1993.

## Historia

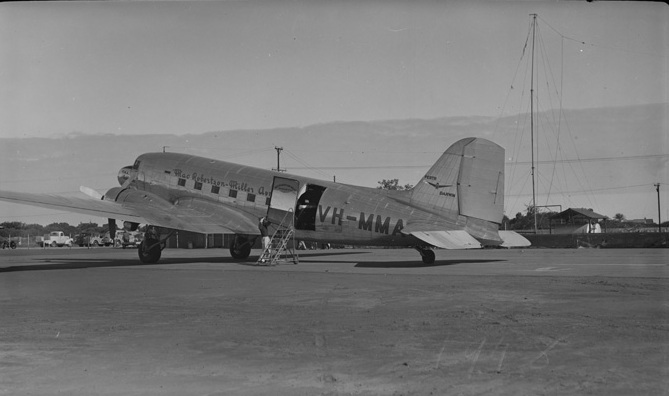
Douglas DC-3 de MacRobertson Miller Airlines en un aeródromo del noroeste de Australia Occidental (hacia 1948)

La aerolínea fue establecida en Australia a finales de 1919 por el piloto Horrie Miller con el respaldo del millonario de chocolate Sir Macpherson Robertson. Sin embargo, en esos años sólo operaban vuelos de correo y chárter entre los remotos asentamientos del occidente australiano.
Los servicios iniciales de la aerolínea estaban entre Adelaida y Broken Hill. En 1928 comenzó con los vuelos regulares. La aerolínea creció rápidamente y en 1934 transfirió su base principal a Perth, después de ganar un contrato del Gobierno de la Commonwealth para servicios aéreos al noroeste de Australia Occidental y el Territorio del Norte. La aerolínea ha tenido que soportar dificultades y hacer frente a largas distancias en el vasto estado de Australia Occidental.

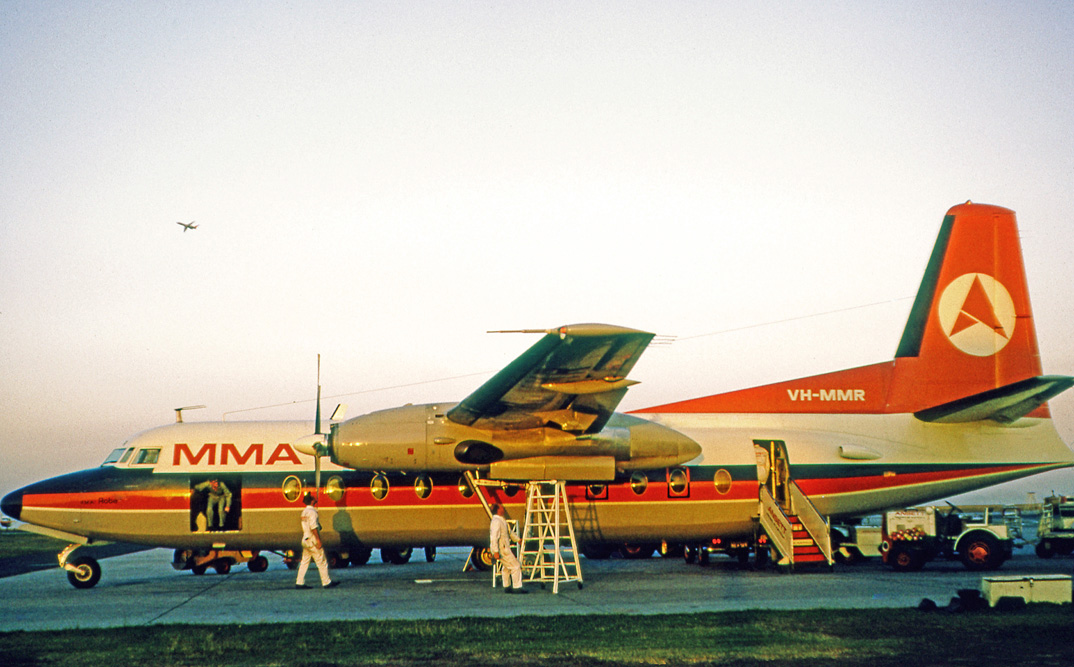
Fokker F27 Friendship en el aeropuerto de Essendon de Melbourne (1971)

Los primeros aviones utilizados por la aerolínea incluyeron Avro Ansons, De Havilland DH.84 Dragon, Lockheed Modelo 10 Electra y Douglas DC-3. Los aviones posteriores incluyeron el Fokker F27 Friendship turbopropulsado, un turbohélice Vickers Viscount alquilado, un Douglas DC-9 alquilado a Ansett, De Havilland Canadá DHC-6 Twin Otter turbopropulsado, Fokker F28 Fellowship y British Aerospace 146. 

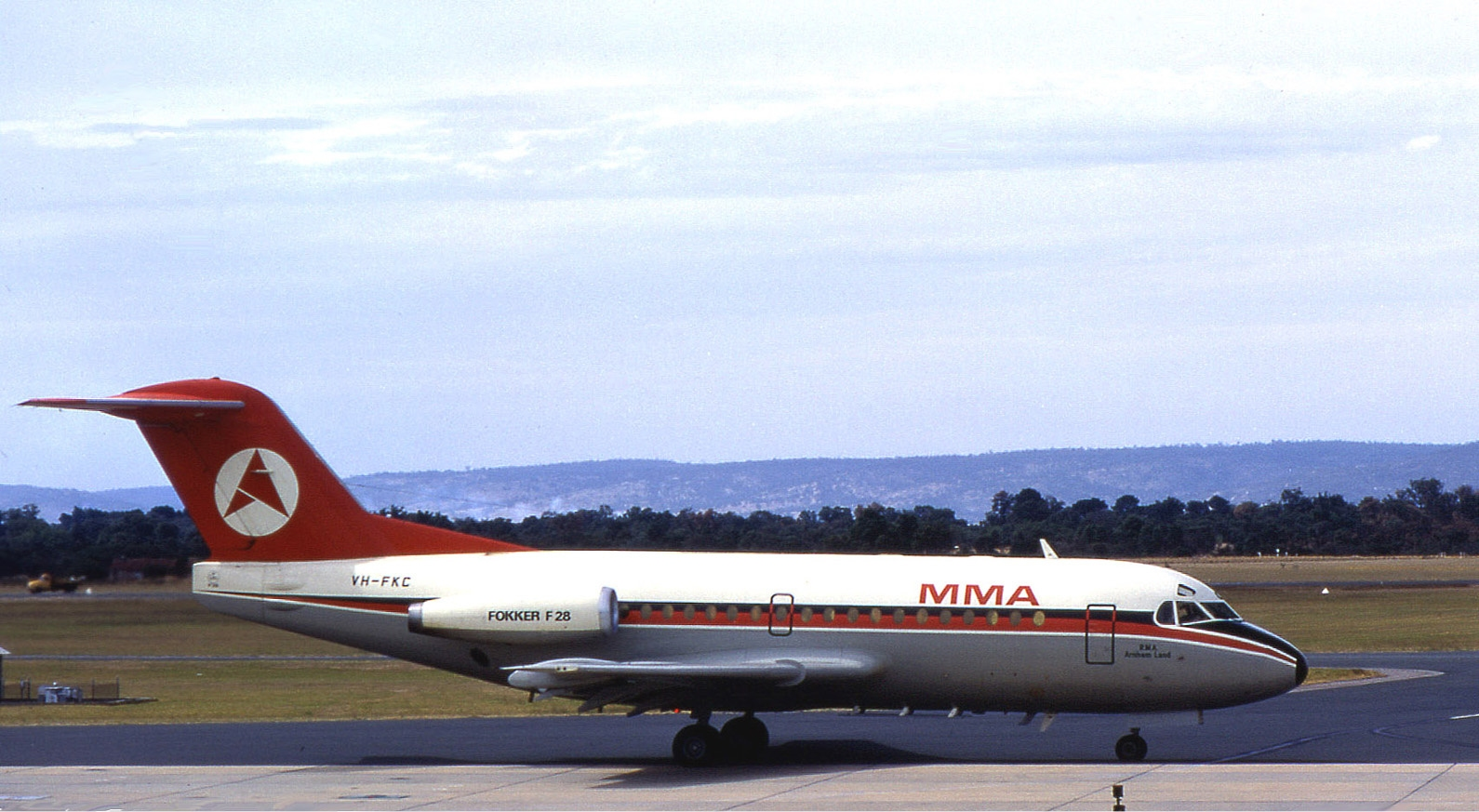
Fokker F28 Fellowship en el aeropuerto internacional de Perth (1971)

Los Fokkers de la aerolínea estaban entre los más trabajadores del mundo con algunas de las tasas de utilización más altas del mundo. Los F28 de MMA volaron la ruta de doble jet más larga del mundo en una sola etapa, y sin duda el vuelo F28 más largo del mundo, Perth a Kununurra. MMA también voló el servicio aéreo programado más corto del mundo, desde Perth hasta la isla de Rottnest, volando el Douglas DC-3 y más tarde el Fokker F-27 Friendship.